# Ernst Friedrich Schumacher
Ernst Friedrich "Fritz" Schumacher, também conhecido pelas iniciais E. F. Schumacher (Bona, 16 de agosto de 1911 —  Suíça, 4 de setembro de 1977), foi um influente pensador econômico, estatístico e economista no Reino Unido, servindo como conselheiro-chefe de economia ao National Coal Board britânico por duas décadas.

## Biografia
É considerado um dos distributistas mais famosos da segunda metade do século XX.
Suas ideias tornaram-se populares em boa parte do mundo anglófono durante a década de 1970. Ele é mais conhecido por sua crítica às economias ocidentais e suas propostas de tecnologias adequadas e descentralizadas. De acordo com o suplemento literário do jornal The Times, seu livro Small Is Beautiful, de 1973, é um dos 100 livros mais influentes publicados desde a Segunda Guerra Mundial, que, após a tradução para vários idiomas, tornou-o conhecido internacionalmente.
Schumacher foi influenciado por R.H. Tawney, Mahatma Gandhi, Leopold Kohr, Gautama Buddha, Karl Marx, John Ruskin e a Igreja Católica ao longo de sua vida. 

## Teoria
As teorias básicas de desenvolvimento de Schumacher ficaram conhecidas pelos termos "escala intermediária" e "tecnologia intermediária". Em 1977, publicou A Guide for the Perplexed, uma crítica ao cientificismo materialista e uma exploração da natureza e da organização do conhecimento. Junto com amigos de longa data e sócios como Mansur Hoda, Schumacher fundou o Intermediate Technology Development Group, agora conhecido como Practical Action, em 1966.